# 미네카와 다카코
미네카와 다카코(일본어: 嶺川貴子, 1969년 ~)는 일본의 싱어송라이터이자, 시부야계 음악가이다. 1990년에 일본의 시부야계 음악가인 카히미 카리와 함께 롤리타를 결성하여 데뷔하였으나, 1994년에 1집 음반인 《Chat Chat》을 통해 솔로로 전향하였다. 2000년에는 일본의 싱어송라이터인 오야마다 게이고와 결혼하여 아들 하나를 두었으나, 2012년에 이혼하였다.

## 음반

### 정규 앨범
- 《Chat Chat》 (1995)
- 《Roomic Cube》 (1996)
- 《Cloudy Cloud Calculator》 (1997)
- 《Ximer ...c.c.c.remix》 (1998)
- 《Fun 9》 (1999)
- 《Maxi On》 (2000)
- 《Tropical Circle》 (2013)

### EP
- 《(A Little Touch of) Baroque in Winter》 (1995)
- 《Athletica》 (1997)
- 《Recubed》 (1999)